# ロドニー級装甲艦
| ロドネー級装甲艦           | ロドネー級装甲艦 |
| -------------------------- | --- |
| 竣工時の「アンソン」の絵。 | |
| 艦級概観                   | |
| 艦種                       | 装甲艦 |
| 艦名                       | |
| 前級                       | コリングウッド |
| 次級                       | ベンボウ |
| 性能諸元（竣工時）         | |
| 排水量                     | 常備 ロドネーとハウ：10,300トン アンソンとキャンパーダウン：10,600トン |
| 全長                       | -m |
| 水線長                     | ロドネーとハウ：99.1m アンソンとキャンパーダウン：100.6m |
| 全幅                       | ロドネーとハウ：20.7m アンソンとキャンパーダウン：20.9m |
| 吃水                       | 8.5m |
| 機関                       | 形式不明石炭専焼円缶12基 +形式不明3段膨脹型レシプロ機関2基2軸推進 |
| 最大出力                   | 11,500hp |
| 最大速力                   | 17.0ノット |
| 航続距離                   | 10ノット/6,400海里 |
| 燃料                       | 石炭：1,200トン |
| 乗員                       | 530名 |
| 兵装                       | 34.3cm（30口径）後装式連装砲2基 15.2cm（26口径）単装砲6基 5.7cm（43口径）単装速射砲12基 4.7cm（43口径）単装速射砲10基 35.6cm水上魚雷発射管単装4門（他は5門）                                                         |
| 装甲（鉄製）               | 舷側：178～474mm（水線部） 甲板：76mm（平面部） 主砲バーベット ロドネーとハウ：292mm（甲板上部） アンソンとキャンパーダウン：356mm（甲板上部） 副砲ケースメイト：152mm（最厚部） 司令塔：305mm（側盾）、51mm（天蓋） |

ロドネー級装甲艦 (英語: HMS Rodney class) は、イギリス海軍の草創期の装甲艦で艦形的に低乾舷に巨砲を持つブレストワーク・モニターの系譜である。本級は仮想敵国フランス海軍が増強し続ける装甲艦勢への対抗艦として従来の30.5cmライフル砲に換えて、新型の34.3cmライフル砲を搭載された艦である。

## 概要
本艦はフランス海軍の34cm砲を持つ装甲艦「アミラル・デュプレに対抗すべく建造計画が立ちあげられたアドミラル・グループの初期の艦として設計・建造された。基本設計は「ドレッドノート」と同一であるが、主砲は砲塔形式ではなく露天に置かれて防御はなかった。

## 艦形

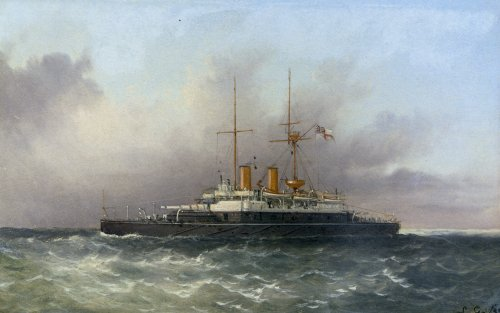
「アンソン」を描いた絵画。

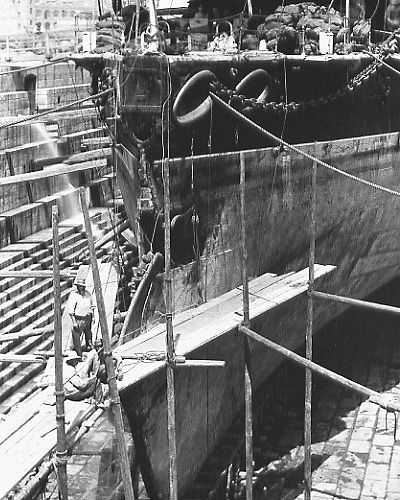
ドック入りをした「キャンパーダウン」の艦首の写真。キャンパーダウンはこの衝角で「ヴィクトリア」に追突して撃沈した。

船体形状は前級に引き続き乾舷の低い平甲板型船体となっている。水面から垂直に切り立った艦首水面下に衝角を持ち、平坦な艦首甲板上に34.3cmライフル砲を連装砲架に据えた292mm装甲を貼り合わせたバーベットが1基、その背後にから上部構造物が始まり、前部に司令塔の上に両脇に船橋（ブリッジ）を持つ操舵艦橋の背後に直列に並んだ2本煙突とミリタリーマスト1本が立つ。ミリタリーマストとはマストの上部あるいは中段に軽防御の見張り台を配置し、そこに37mm～47mmクラスの機関砲(速射砲)を配置した物である。これは、水雷艇による奇襲攻撃を迎撃するために、遠くまで見回せる高所に対水雷撃退用の速射砲あるいは機関砲を置いたのが始まりである。形状の違いはあれど、この時代の列強各国の大型艦の多くに見られたマストの形態であった。本艦のミリタリーマストは簡素な単脚式で頂部と中段の2段の見張り台が設けられており、4.7cm単装砲を配置した。
構造物の上は煙管型の通風筒が立ち並び、その外側は艦載艇置き場となっていた。艦載艇はミリタリーマストを基部とするクレーン1基と2本1組のボート・ダビッドが片舷3組ずつ計6組により運用された。上部構造物の側面は厚さ152mmの鉄板が貼られ、帆船の舷側砲のように副砲の砲郭（ケースメイト）となっており、艦内に15.2cm速射砲が単装砲架で片舷3基ずつ計6基を搭載していた。
ミリタリー・マストの下に後部見張所で上部構造物は終了し、後部甲板上に後向きで2番主砲のバーベット1基が配置された。本艦の舷側のケースメイト（砲郭部）には舷側ケースメイト配置した。

## 武装

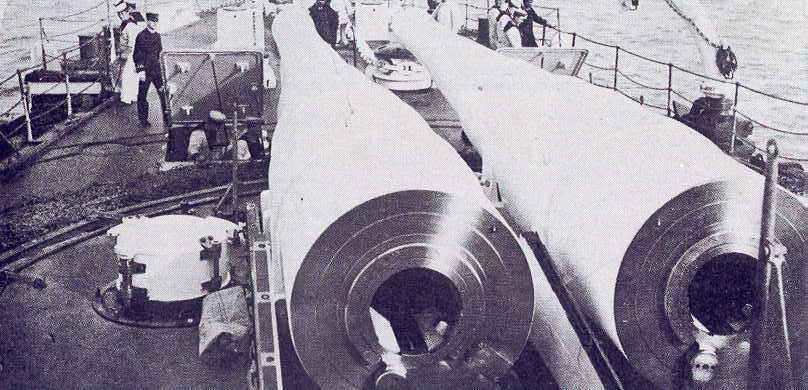
本級の主砲の34.3cm連装砲。本級は重量軽減のために砲塔形式ではなく防御力が劣っていた。

本型の主砲は前級に引き続き「アームストロング 1885年型 34.3cm（30口径）後装式砲」を採用した。その性能は600kgの砲弾を、最大仰角13.5度で10,930 mまで届かせられた。この砲を新設計の連装砲架に据え付けた。砲身は砲架に直接固定され、砲身と砲架を丸ごと水圧駆動のアクチュエータで上下させる形式であった。砲身の俯仰能力は仰角13.5度・俯角3度で、装填時は目一杯仰角をかけて砲尾を装填機に近づけてからラマー（押し棒）で砲身内に砲弾や装薬を装填した。砲架の旋回角度は単体首尾線方向を0度として左右135度の旋回角度を持ち、砲身の俯仰・砲塔の旋回・砲弾の揚弾・装填は主に蒸気ポンプによる水圧で行われ、補助に人力を必要とした。発射速度は2分間に1発であった。この砲を新設計の連装式の露砲塔に収めた。
砲塔のバーベットは上方から見て洋ナシ形状の奥に向けて尖った楕円筒となっているのは、奥部に砲弾の装填機構や弾薬庫から砲弾を輸送する揚弾筒が砲塔と別個に備わっているためである。既にフランス海軍の主力艦では現代と同様に内部に揚弾筒などの機構を内蔵する物が実用化されているのだが、この頃のイギリス海軍の砲塔旋回機構は構造が複雑であったために別個に設けられた。

副砲は「Mark I 15.2cm（26口径）ライフル砲」を採用した。これを舷側ケースメイト（砲郭）配置で単装砲架で片舷3基ずつ計6基を配置した。他に対水雷艇迎撃用にフランスのオチキス社製「オチキス 4.7cm（43口径）機砲」を採用し、単装砲架で10基を装備した。その他に対艦攻撃用に45.7cm水上魚雷発射管を単装で4基装備した。

## 参考図書
- 「世界の艦船増刊第30集　イギリス戦艦史」（海人社）
- 「Conway All The World's Fightingships 1860-1905」（Conway）
- 「Conway All The World's Fightingships 1906–1921」（Conway）